# Johann Jakob Leonhardi
Johann Jacob Leonhardi (* 26. Oktober 1755 in Mengeringhausen; † 14. Mai 1830 ebenda) war ein deutscher Jurist und Landsyndikus im Fürstentum Waldeck.

## Leben
Leonhardi war Sohn des Hofrats und Richters Franz (Frantz) Adolf Leonhardi (1717–1760) und dessen Ehefrau Dorothea Johannetta (Dorette), geborene Suden (1724–1760). Er heiratete am 7. Oktober 1785 in Mengeringhausen Marie Friederike Elisabeth Grebe (Graebe) (* 15. Januar 1768 in Mengeringhausen; † 13. Juni 1803 ebenda), die Tochter des Kaufmanns Georg Philipp Grebe (Graebe). Aus der Ehe gingen die Söhne Friedrich Adolf Leonhardi (1794–1837), Ludwig Eduard Leonhardi (1797–1831) und Johann Philipp Ferdinand Leonhardi (1802–1847) hervor.
Leonhardi studierte Rechtswissenschaften und erhielt 1783 seine Zulassung als Advokat. Von 1785 bis 1798 war er Landrentmeister und General-Akziseeinnehmer in Mengeringhausen als Nachfolger des verstorbenen Rats Platten (ab 1794 mit dem Titel Rat). 1798 wurde er Landsyndikus. Im Jahr 1808 wurde er Mitglied der ständigen Kriegskommission und am 1. Januar 1810 Kriegsrat (1819: Geheimer Kriegsrat).
Er war Besitzer des landtagsfähigen Burglehens in Mengeringhausen und daher vom 20. Oktober 1781 bis zu seinem Tode am 14. Mai 1830 Mitglied des Landstandes des Fürstentums Waldeck, davon 1798 bis zum 14. Mai 1830 als Landsyndikus also de jure als Vorsitzender der Landstände.
Von 1811 an stand er in politischem Gegensatz zu Fürstlichem Kabinett und Regierung und gehörte 1814 zu den Wortführern im Kampf gegen das Organisationsedikt und nahm daher ab dem 15. Februar 1814 nicht mehr an den Beratungen des Landtags von 1814 teil. In den Jahren 1821/22 war er Ratsgewandter in Mengeringhausen.
1820 wurde er gebrechlich.